# Степанов, Иван Иванович (контр-адмирал)
Ива́н Ива́нович Степа́нов (14 февраля 1872 — 18 января 1942, Белград) — русский морской офицер, капитан 1-го ранга. Участник Первой мировой войны. Участник Гражданской войны в России, контр-адмирал (1919). В эмиграции в Югославии.

## Биография
Родился в 1872 году. В 1892 году закончил Морской кадетский корпус с производством в мичманы. Служил на Черноморском флоте. В чине капитана 1-го ранга командовал линейными кораблями «Император Александр III» (1916) и «Иоанн Златоуст» (1917). В Донской армии, с 1918 года командир Таганрогского порта. Контр-адмирал (с 1919). Эвакуирован в декабре 1919 — марте 1920 года. На май 1920 в Югославии. Умер 18 января 1942 года в Белграде в Югославии.

## Семья
- Дочь: Ариадна (1909 -1981)— русская журналистка и писательница, проживала в Югославии и США.